# Kapital (roman)
Kapital är en roman från 2003 av den norske författaren Stig Sæterbakken.

## Handling
Den misslyckade butikshandlaren Konrad Ofting står åtalad för bokföringsbrott och mordbrand efter att ha bränt ned sin butik. Han vet att han kommer förlora, och använder rättegången till att skälla ut den moderna världen i allmänhet och det norska näringslivet i synnerhet, som han anser utgörs av betydligt värre brottslingar än han själv.

## Mottagande
Aftenpostens Hans H. Skei skrev: "Stig Sæterbakken har inte skrivit någon stor och betydande roman med detta, men han har till stor del lyckats med det han tycks ha tagit sig för."